# Sebastián Cobelli
Sebastián Pablo Cobelli Larese (Rosario, 20 gennaio 1978) è un ex calciatore argentino, di ruolo attaccante.

## Carriera
La sua carriera agonistica inizia nel Newell's Old Boys, società in cui milita dal 1997 al 2001.
Nel 2001 si trasferisce in Italia, al Genoa, club con cui non disputerà alcun incontro e che lascerà nel gennaio 2002.
Nello stesso anno passa al Niort in seconda divisione francese.
L'anno seguente torna in patria, al Belgrano che lascerà brevemente per giocare nel campionato cinese con il Chongqing Lifan.
Nel 2003 torna in Argentina, tornando a militare nel Belgrano e dal 2004 all'Huracán.
Nel 2005 torna in Europa, questa volta in Grecia, per militare per una stagione con il Panachaiki, che lascerà per trasferirsi in Colombia, al Deportivo Pereira.
Nel 2007 si trasferisce in Cile, prima all'Antofagasta e l'anno seguente al Santiago Morning.
Nel 2008 ritorna in patria per giocare con il Talleres.
Nel 2009 ha un'esperienza in Perù, con il José Gálvez prima di tornare in patria per giocare con il Temperley. Chiuderà la carriera nella Juventud Unida Universitario.